# Acla
Acla foi um povoado colonial estabelecido pelos  espanhóis sob as ordens do governador de Castela de Ouro, Pedro Arias Dávila em 1515. Sua localização estava na costa central da atual Kuna Yala, ao nordeste do Panamá. O nome do povoado é de origem indígena e significava ossos de homens, devido à grande quantidade de ossos espalhados nas planícies próximas, devido às disputas de dois irmãos indígenas que lutavam entre si para ser caciques da comarca.
O povoado foi fundado principalmente para ser a base no Mar do Caribe de um caminho que conduziria a outro povo que se fundaria nas margens do golfo de San Miguel, no Oceano Pacífico, recentemente descoberta por Vasco Núñez de Balboa. Este povoado é famoso por ser onde realizou o julgamento e posteriormente a decapitação de Núñez de Balboa em 1519 a mãos de Pedrarias.
Devido ao insalubre do terreno onde foi erguida e com a fundação da cidade do Panamá e Nombre de Dios poucos meses depois, dito povoado foi abandonando-se pouco a pouco até que em 1532 ficou totalmente deserto.